# Георгий Маниак
Георгий Маниак (греч. Γεώργιος Μανιάκης, арм. Գևորգ Մանյակ; итал. Giorgio Maniace; умер в 1043 году) — византийский военачальник XI века, в последний раз отвоевал для Византии Сицилию в 1038—1040 годах. По происхождению армянин.

## Личность
Личное впечатление от встречи с Маниаком оставил Михаил Пселл:
Его рост достигал чуть ли не трёх метров, и, чтобы смотреть на него, людям приходилось закидывать головы, словно они глядели на вершину холма или высокую гору; его манеры не были мягкими или приятными, но напоминали о буре; его голос звучал как гром; а его руки, казалось, подходили для того, чтобы рушить стены или разбивать бронзовые двери. Он мог прыгать как лев, и его хмурый взгляд был ужасен. И все остальное в нем было чрезмерным. Те, кто его видел, обнаруживали, что любое описание его, которое они слышали, было преуменьшением.
Георгий Маниак впервые выдвинулся во время кампании 1031 года, когда византийцы взяли Эдессу, но были разбиты при Алеппо. С приходом к власти Михаила IV возобновилась подготовка к экспедиции по завоеванию Сицилии, начатая ещё Василием II Болгаробойцей. Её руководителем был назначен Маниак.

## Экспедиция на Сицилию
В 1038 году византийская флотилия Маниака отплыла на Сицилию, на пути зайдя в Салерно. В экспедиции, помимо греков, участвовали апулийские лангобарды, варяги во главе с будущим королём Норвегии Харальдом и норманны, состоявшие на службе у князя Салерно. О ходе военной кампании известно немного: в 1038 году была взята Мессина, в 1040 году Сиракузы. Таким образом, в 1038—1040 годах под власть Византии вернулось восточное побережье Сицилии с преобладающим греческим населением. От хронистов известно лишь о сражении при Тройне, в которой Маниак разбил войско сиракузского эмира Абдуллы. Сам Абдулла пал от руки норманна Вильгельма Отвиля, слава которого началась с этого подвига.
После взятия Сиракуз в ходе экспедиции наметился перелом. Варяжская дружина и норманны, возглавляемые Ардуйном, рассорились с Маниаком и покинули Сицилию. Сам Георгий Маниак оскорбил командующего флотом Стефана, женатого на сестре Михаила IV. Стефан сообщил императору о предполагаемой измене полководца, Маниак был отозван в Константинополь и, не имея возможности оправдаться, был брошен в темницу. После отъезда Маниака арабы быстро вернули себе завоёванное Византией восточное побережье Сицилии.

## Кампания в Южной Италии и мятеж против императора
Георгий Маниак был освобождён только после свержения (1042) следующего императора Михаила V, сына оскорблённого им флотоводца Стефана. К этому моменту для Византии сложилась катастрофическая ситуация в Южной Италии: восставшие лангобарды при поддержке норманнов отбили почти всю Апулию, за исключением «пятки» и города Трани. Маниак был назначен катапаном (наместником) в Южной Италии и прибыл туда со свежим войском. В течение лета Маниак, действуя с беспримерной жестокостью, отвоевал большую часть Апулии, но в это время вновь пал жертвой придворной интриги.
Во время отсутствия Маниака его жена была соблазнена Романом Склиром, братом всесильной фаворитки Константина IX. Склир, желая погубить обманутого мужа, оклеветал его перед императором, и последний вызвал Маниака в Константинополь. Маниак, однажды уже доверившийся имперскому правосудию, отказался подчиняться приказу, провозгласил себя императором и со своей армией переправился на Балканы. Перед своим отъездом Маниак казнил назначенного Константином нового катапана, набив ему уши, нос и рот навозом. По пути на Фессалоники Георгий Маниак разбил армию Константина IX при Острово, но сам погиб в сражении (1043).

## След в истории
В сицилийской истории Георгий Маниак остался, главным образом, как похититель мощей святой Лючии — покровительницы Сиракуз. Святая была погребена в сиракузских катакомбах, носящих её имя. Взяв Сиракузы, Маниак взломал стену, закрывавшую гробницу, взял тело, которое, по свидетельству Аматуса из Монте-Кассино, оставалось нетленным и благоуханным, и отправил мощи в Константинополь. В церкви Санта-Лючия-фуори-ле-Мури до сих пор сохранена сделанная Маниаком дыра в стене, через которую мощи были похищены.
Имя Маниака носят также:
- Кастелло-Маниаче — крепость в Сиракузах, закрывающая вход в городскую гавань,
- Санта-Мария-Маниаче — греческий монастырь около Бронте (близ Этны), основанный на месте одной из побед Маниака над арабами, затем богато украшенный на средства королевы Маргариты Наваррской, секуляризованный и переданный в 1799 году Фердинандом III адмиралу Нельсону.